# 見性寺 (尾道市)
見性寺（けんしょうじ）は、広島県尾道市因島大浜町（かつての因島市大浜町）にある寺院。

## 歴史
『因島史考』には次のように記す。
本尊は薬師如来で室町時代の作と伝える。大永5年（1525年）大岳文禎大和尚を開山、田中右近の創立という。墓地に田中右近の墓という五輪塔がある。大岳文禎大和尚の行履は不明。曹洞宗では転衣以上の僧または一寺の住職を和尚、結制修行後の僧を大和尚という。従って、当時はかなりの名僧であったと思われる。

## 前後の札所
中国四十九薬師霊場
16 西國寺 -- 17 見性寺 -- 18 光明寺